# غيلان (اسم)
غيلان هو اسم علم مذكر من أصل عربي، ومعناه هو الممتلئ العظيم.

## شخصيات تحمل الاسم
- غيلان الدمشقي
- غيلان الشعلالي (لاعب كرة قدم تونسي، 28 فبراير 1994[3] – )
- غيلان بن جرير (تابعي بصري، وأحد رواة الحديث النبوي، – 746)
- غيلان بن سلمة

## وصلات خارجية
- موسوعة السلطان قابوس لأسماء العرب نسخة محفوظة 5 أبريل 2019 على موقع واي باك مشين.